# Marvin Compper
Marvin Compper (født 14. juni 1985 i Tübingen, Vesttyskland) er en tysk fodboldspiller, der spiller som forsvarsspiller hos Celtic i Skotland. Tidligere har han repræsenteret RB Leipzig, Borussia Mönchengladbach, Hoffenheim og italienske Fiorentina.

## Landshold
Compper står (pr. april 2018) noteret for en enkelt kamp for Tysklands landshold, som faldt den 19. november 2008 i en kamp mod England.